# Гевхерхан-султан (дочка Селіма II)
Гевхерха́н-султа́н (тур. Gevherhan Sultan; 1545 — після 1580 р.) — османська принцеса. Дочка Селіма II і Афіфе Нурбану султан, сестра Мурада III.

## Біографія
Гевхерхан-султан народилася в Манісі в 1545 рік, де майбутній султан Селім II в той час був санджак-беєм.
Першим чоловіком Гевхерхан був Піяле-паша. Шлюб був укладений 1 серпня 1562 (хоча іноді помилково вказують, що весілля відбулося в 1566 році). У шлюбі вона народила шістьох дітей, з яких тільки троє пережили дитинство: дочка Айше Атіка Ханим-султан (1563 — ?, була одружена з Доганджібаші Фюлаге-ага) і Фатьма Ханим-султан, і син Султанзаде Мехмед-бей (був санджак-беєм Мори, в 1582 році — санджак-беєм Герцеговини). У 1578 році Піяле-паша помер. Після його смерті Гевхерхан султан зробила хадж в 1579 році.
Другим чоловіком Гевхерхан-султан став Джеррах Мехмед-паша. Алдерсон датує другий шлюб Гевхерхан султан 1578 роком, Пірс вважає, що весілля було в тому ж році, що і обрізання шехзаде Мехмеда, племінника Гевхерхан-султан, виконане Джеррахом-пашею, тобто в 1582. В Ісламській енциклопедії шлюб датується 1578 роком.
У 1582/83 році тоді ще шехзаде Мехмед, їде в санджак, Гевхерхан-султан і її чоловік, Джеррах-паша, подарували красиву боснійську рабиню — Хандан-султан. Про це писав в 1604 році баіло Франческо Контаріні в своєму донесенні.
Свідченням того, що це не було забуто ні Мехмедом, ні самої Хандан-султан, є те, що другий чоловік Гевхерхан-султан став великим візиром. Так само після смерті Мехмеда III в грудні 1603 року його син і наступник Ахмед I з матір'ю висловили свою вдячність і повагу до Гевхерхан-султан, пославши їй дари. Передбачалося віддячити їй разом з чоловіком, але той помер. «Він послав тисячу цехинів і соболиний халат з безліччю інших подарунків в знак благовоління султана, дружині паші, оскільки в ній був витік удачі і величі, в якому в даний час він виявився». Оскільки Ахмеду не було 14-ти років, ці подарунки були свідченням прихильності валіде Хандан-султан.

## Смерть
Гевхерхан померла в Стамбулі і була похована в тюрбе свого батька при мечеті Ая-Софія. Точна дата смерті невідома. Алдерсон вказує тільки рік народження. За версією Йилмаза Озтуни, Гевхерхан-султан померла імовірно в 1580 році. За версією Мехмеда Сюреї, вона померла під час правління брата Мурада III (1574—1595). Точно відомо, що її згадували венеційські посли в своїх донесеннях, як живе: Паоло Контаріні в 1583, Джанфранко Морозіні в 1585, Маттео Зане в 1594, баіло Франческо Контаріні 17 січня 1604 року. Відповідно до реєстру казначейства Топкапи вона була жива 6 лютого 1604 року.

## Особистість
Венеційський посол Джанфранко Морозіні писав в 1585 році, що вона «дуже улюблена султаном, є довіреною особою дружини султана, жінка великого духу і високої репутації».
Анонімне повідомлення, 1579 рік: «Султана, дружина Піале, для задоволення бути з чоловіком, відкривала обличчя в своєму саду, йдучи на ризик бути покараною султаном».
Гевхерхан-султан була шанована усіма султанами: братом, племінником, внучатим племінником. Її другий чоловік за три роки зріс від аги яничарів в 1579 році до візира в 1582 — незвично швидкий зліт. Реєстр, що зберігається в архіві палацу Топкапи, дає детальну інформацію про подарунки, відправлені Ахмедом I своїй великій родині відразу після його інтронізації 27 грудня 1603 року. Гевхерхан-султан вказана як одержувачка в якості третьої жінки — члена сім'ї, відразу після колишньої валіде Сафіє султан і нової валіде — Хандан-султан і перед усіма іншими живими сестрами і дочками Мурада III і Мехмеда III — чітка вказівка її привілейованого становища. Пізніше, 6 лютого 1604 року, вона знову з'являється в реєстрі, на цей раз як єдина жінка-член сім'ї, крім Хандан-султан, яка удостоєна дарів.

## В культурі
Серіал «Величне століття» роль дорослої Гевхерхан виконала Еліф Ирем Оз.
1. ↑  Taner, Melis (2009). 'Power to Kill:' A Discourse of the Royal Hunt During the Reigns of Süleyman the Magnificent and Ahmed I (Англійська) . с. 41.